# بنجامين فلوريس
بنجامين فلوريس (بالإنجليزية: Benjamin Flores Jr.) هو رابر وممثل أمريكي، ولد في 23 يوليو 2002 في الولايات المتحدة.

## أعمال

### مسلسلات
- مبتكري الألعاب[7]

## وصلات خارجية
- بنجامين فلوريس على موقع IMDb (الإنجليزية)
- بنجامين فلوريس على موقع ميتاكريتيك (الإنجليزية)
- بنجامين فلوريس على موقع روتن توميتوز (الإنجليزية)
- بنجامين فلوريس على موقع ميوزك برينز (الإنجليزية)
- بنجامين فلوريس على موقع ديسكوغز (الإنجليزية)
- بنجامين فلوريس على موقع قاعدة بيانات الفيلم (الإنجليزية)